# Чагин, Фёдор Александрович
Фёдор Александрович Чагин (настоящая фамилия — Дмитриев, 21 декабря 1885, вблизи города Орёл — 12 июля 1953, Ленинград) — советский актёр театра и кино. Заслуженный артист РСФСР (1939).

## Биография
Родился 21 декабря 1885 года в слободе Подмонастырной города Орёл Российской империи.
Учился в трёхклассном сельском училище, а также в четырёхклассном городском училище в Орле. В 1903 году окончил учёбу, после чего начал свою трудовую деятельность в вексельном отделе Орловской нотариальной конторы, которую покинул в 1912 году. Имел желание стать народным учителем, смог сдать экзамен на аттестат зрелости в Орловской частной мужской гимназии А. А. Недбаль и собирался прибыть в Москву, но по причине некоторых обстоятельств этого не произошло и Дмитриев перешёл на театральную деятельность. Начинал свой путь на концертных сценах и драматических кружках. Своя фамилия Дмитриев была поменяна на Чагин в качестве псевдонима (взят от своего дяди, брата матери).
Первым профессиональным опытом было принятие в труппу Орловского драматического театра к антрепренёру В. А. Крамолову. В 1913 году перебрался в Москву, где играл два сезона в Свободном театре под руководством К. А. Марджанова. Также служил в таких театрах, как Камерный театр Таирова под его же руководством, театру имени В. Ф. Комиссаржевской под руководством Ф. Ф. Комиссаржевского. Зимой 1915 года с началом Первой мировой войны был мобилизован в Царскую армию, а позже был произведён в штабс-капитаны, где служил до демобилизации 1917 года. После возвращения Дмитриев работал в качестве актёра и режиссёра в Орловском красноармейском клубе. С 1918 года был повторно мобилизован, в этот раз в Рабоче-крестьянскую Красную армию. Принимал участие в боях на Воронежском фронте. Проходил службу в качестве полкового казначея в полку, который был сформирован из продовольственных отрядов. В 1919 году отправлен в Орёл, в котором был назначен заведующим театральной секцией Красноармейского клуба, выступал всё тем же актёром и режиссёром. В это же время Дмитриев решил организовать красноармейскую театральную студию с профессиональной актёрской труппой под руководством В. Б. Барского. В 1920 году она была объединена с Народным городским театром под общим руководством К. Дружбина. Данный коллектив ставил спектакли как на своей сцене, так и в Красноармейском клубе. Также совершались гастрольные выезды.
В 1922 году, после окончательной демобилизации из армии, был приглашён директором театра «Ниагара» в Петроград, куда и уехал, но долго в нём не прослужил из-за сгорания здания. После происшествия Дмитриев перешёл в клуб Петроградского райкома комсомола руководителем драматического кружка. С 1923 по 1924 годы – в театре «И.О.Н.» (Искание, Освобождение, Независимость). С 1924 по 1925 годы – в театральном коллективе при Посредрабисе (Посредническое бюро по найму работников искусств) под руководством И. Незнамова. В 1926 году по конкурсу был принят в труппу Ленинградского театра юного зрителя под руководством А. А. Брянцева, в котором стал одним из ведущих актёров, пройдя вместе с театром длинный путь. Во время Великой Отечественной войны находился в эвакуации города Березники Пермской области с 1941–1944 года.
В 1952 году переехал в Ленинградский дом ветеранов сцены имени М. Г. Савиной, где 12 июля 1953 года скончался. Похоронен на Серафимовском кладбище.

## Фильмография
- 1935 — Инженер Гоф — участие
- 1935 — Очарованный химик — профессор
- 1935 — Три товарища — рабочий на собрании
- 1937 — Волочаевские дни — Семён Николаевич
- 1937 — Соловей — Язеп
- 1938 — Выборгская сторона — Чернов, депутат Учредительного собрания
- 1939 — Великий гражданин (2 серия) — Лазарев
- 1940 — Яков Свердлов — депутат Учредительного собрания